# Microhyla mantheyi
Espèce
Statut de conservation UICN

 LC  : Préoccupation mineure
Microhyla mantheyi est une espèce d'amphibiens de la famille des Microhylidae.

## Répartition
Cette espèce se rencontre :
- en Malaisie péninsulaire ;
- à Singapour ;
- en Thaïlande dans la province de Narathiwat.

## Étymologie
Cette espèce est nommée en l'honneur d'Ulrich Manthey.

## Publication originale
- Das, Yaakob & Sukumaran, 2007 : A new species of Microhyla (Anura: Microhylidae) from the Malay Peninsula. Hamadryad, vol. 31, no 2, p. 304-314 (texte intégral).